# Olosdżerd
Olosdżerd (pers. الوسجرد) – miejscowość w Iranie, w ostanie Markazi. W 2006 roku miejscowość liczyła 1594 mieszkańców w 413 rodzinach.